# Montes Teneriffe
Montes Teneriffe är en bergskedja på norra delen av den sida av månen som är vänd mot jorden. Den har fått sitt namn efter bergen på den spanska ön Teneriffa på jorden, där den skotske astronomen Charles Piazzi Smyth första gången prövade att använda teleskop på högre höjder.
Montes Teneriffe är utspridda omkring 110 kilometer i huvudsakligen väst-östlig riktning i norra delen av månhavet Mare Imbrium och når höjder på 2 400 meter. Bergskedjan har Montes Recti väster om sig, den stora, lavaöverflutna kratern Plato nordost om sig och Montes Alpes en bit öster om sig.
Sydost om bergskedjans östligaste berg ligger det 2 400 meter höga Mons Pico, som har fått namn efter ett berg på Teneriffa. Detta berg ligger en bit utanför bergskedjan och ses oftast som ett ensamt berg, omgivet till fullo av Mare Imbrium som det är.